# Col du Géant
Col du Géant, italsky Colle del Gigante, je sedlo v nadmořské výšce 3365 metrů v hlavním hřebeni Alp v masivu Mont Blanc. Prolamuje skalní hřeben mezi vrcholy Dent du Géant a Tour Ronde. Je celé pokryté mohutným ledovcem Glacier du Géant, který spadá do údolí Vallée Blanche.

## Stavby
Na sedle stojí horská chata Rifugio Torino – stará a nová budova. Zároveň jsou zde umístěny dvě přestupní stanice panoramatické lanovky na Punta Helbronner. Do konce 20. století byl v provozu lyžařský vlek, od roku 2013 je rozebraný a odstraněný.
V malém sedélku Col des Flambeaux (3407 m n. m.) asi kilometr na jih pod lanovkou již na francouzském území se stanuje na sněhu. Slouží jako základní horolezecký tábor pro výstupy na okolní štíty.

## Přístup
- Panoramatickou kabinovou lanovkou z italského turistického střediska Courmayeur nebo francouzského Chamonix-Mont-Blanc. Lanovka má šest úseků.
- Pěšky po značené turistické stezce, v závěru velmi strmé, z Courmayeuru přes mezistanici lanovky Pavillon k chatě Torino.
- Pěšky s horolezeckým vybavením horní částí ledovcového údolí Vallée Blanche od stanice lanovky na Aiguille du Midi.
- Na skialpinistických lyžích a s horolezeckým vybavením po ledovci Glacier du Géant z Chamonix až na sedlo.